# Sylwester Obnorski
Sylwester Obnorski (zm. 25 kwietnia 1479) – święty mnich prawosławny.

## Życiorys
Był uczniem św. Sergiusza z Radoneża, przed którym złożył wieczyste śluby zakonne w późniejszej Ławrze Troicko-Siergijewskiej. Sergiusz udzielił mu następnie zgody na rozpoczęcie życia pustelniczego. Mnich Sylwester osiedlił się nad rzeką Obnorą, w lasach, ukrywając się przed miejscową ludnością i żywiąc się jedynie tym, co zdołał sam znaleźć w lesie. Dopiero po dłuższym czasie jego pustelnia została przypadkowo odkryta przez wieśniaka. Ten opowiedział o zakonniku innym mieszkańcom okolicy, co sprawiło, że wielu z nich zaczęło przychodzić do pustelni po porady duchowe. Sylwester znalazł również naśladowców, którzy zaczęli osiedlać się w sąsiedztwie jego celi. Kiedy było ich na tyle dużo, by założyć nową wspólnotę monastyczną, mnich Sylwester osobiście udał się do Moskwy, gdzie uzyskał od metropolity Aleksego zgodę na wzniesienie cerkwi Zmartwychwstania Pańskiego oraz otwarcie męskiego klasztoru. Aleksy uczynił go igumenem monasteru. Od tego momentu ilość mnichów szybko wzrastała. Sylwester łączył odtąd wykonywanie obowiązków przełożonego wspólnoty z czasowym oddalaniem się z monasteru, by oddawać się samotnej modlitwie. Zmarł po krótkiej chorobie w klasztorze.
W kronikach monasteru zachował się rejestr cudów, jakie miały mieć miejsce za sprawą Sylwestra Obnorskiego. Obejmuje on 23 wydarzenia, jakie miały miejsce po 1645, w tym wypędzanie złych duchów i leczenie chorób oczu.